# Amtsgericht Clausthal-Zellerfeld

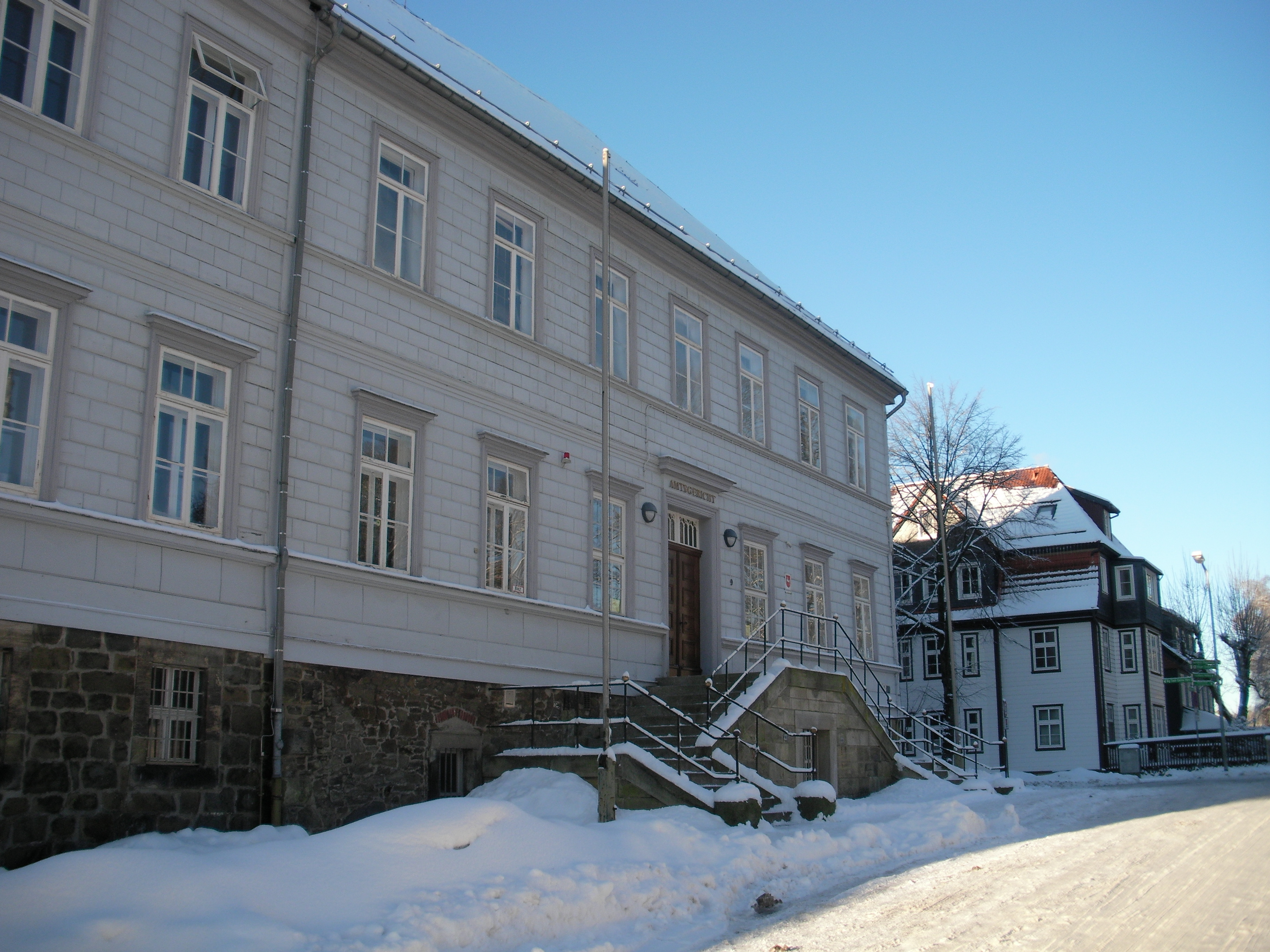
Amtsgericht Clausthal-Zellerfeld

Das Amtsgericht Clausthal-Zellerfeld ist eines von neun Amtsgerichten im Landgerichtsbezirk Braunschweig. Es hat seinen Sitz in Clausthal-Zellerfeld, Ortsteil Zellerfeld.
Das Amtsgericht hatte 2004 insgesamt 20 Mitarbeiter, darunter drei Richter und vier Rechtspfleger. Der Gerichtsbezirk des Amtsgerichts Clausthal-Zellerfeld umfasst die Stadt Braunlage (mit Sankt Andreasberg und Hohegeiß) sowie die Berg- und Universitätsstadt Clausthal-Zellerfeld. Das Amtsgericht Clausthal-Zellerfeld hat somit etwa 22.000 Gerichtseingesessene. Übergeordnetes Gericht ist das Landgericht Braunschweig.

## Geschichte
Nach der Revolution von 1848 wurde im Königreich Hannover die Rechtsprechung von der Verwaltung getrennt und die Patrimonialgerichtsbarkeit abgeschafft.
Das Amtsgericht Zellerfeld wurde daraufhin mit der Verordnung vom 7. August 1852 die Bildung der Amtsgerichte und unteren Verwaltungsbehörden betreffend als königlich hannoversches Amtsgericht gegründet.
Es umfasste das Stadtgebiet von Zellerfeld und Teile des Amtes Zellerfeld, hauptsächlich bestehend aus Bockswiese, Hahnenklee, Schulenberg, Lautenthal, Wildemann, Grund sowie Altenau mit Torfhaus.
Das Amtsgericht war dem Obergericht Osterode untergeordnet.
Im Jahre 1859 wurden die Amtsgerichte Clausthal und St. Andreasberg aufgehoben und deren Gerichtsbezirke dem des Amtsgerichtes Zellerfeld zugeordnet. Mit der Annexion Hannovers durch Preußen wurde es zu einem preußischen Amtsgericht in der Provinz Hannover. Mit dem Zusammenschluss von Clausthal und Zellerfeld 1924 wurde der Name des Amtsgerichtes von Amtsgericht Zellerfeld auf Amtsgericht Clausthal-Zellerfeld geändert.